# Kultura kundajska

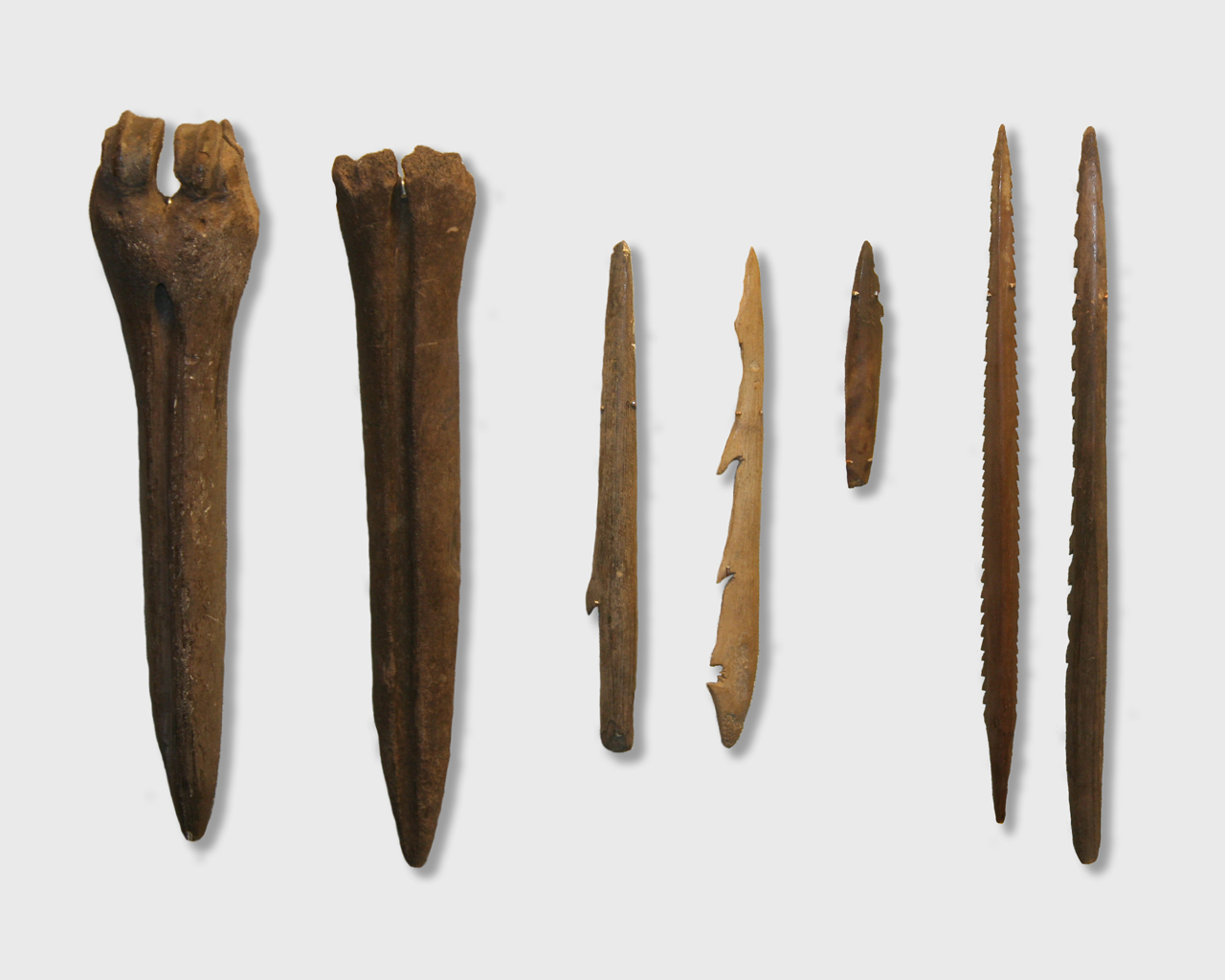
Fotografia narzędzi kultury kundajskiej z kolekcji Estońskiego Muzeum Historycznego

Kultura kundajska – nazwa niniejszej jednostki kulturowej związana jest z eponimicznym stanowiskiem Kunda-Lammasmägi w Estonii. Zespół zjawisk kulturowych utożsamianych z omawianą kulturą obejmował swym zasięgiem obszary północno-wschodniej Polski m.in. Tłokowie koło Ełku oraz obszary dzisiejszej Estonii stanowisko Kunda-Lammasmägi. Rozwój owej jednostki kulturowej wyznaczają daty od ok. 8,5 do ok. 5 tys. lat p.n.e. Inwentarz kamienny w owej kulturze reprezentowany jest przez grociki trzoneczkowate oraz geometryczne grociki strzał zaś inwentarz kościany reprezentowany jest przez topory rogowe, figurki z kości i rogu oraz ozdoby i naszyjniki wykonane z przekłuwanych zębów zwierzęcych.